# レシェン
レシェン（アルバニア語: Rrëshen, Rrësheni）はアルバニアのレジャ州の町であり、旧基礎自治体である。2015年にミルディタの基礎自治体庁所在地になった。2023年の人口は6,773人だった。